# Connie Imboden
Pour les articles homonymes, voir Imboden.
Connie Imboden est une photographe américaine née en 1953 aux États-Unis.

## Œuvre
Une partie du travail de Connie Imboden consiste en des photos de corps ou parties de corps plongés dans l'eau, avec un jeu sur les reflets.
Des photographies de Connie Imboden font partie des collections de nombreux musées internationaux (Museum of Modern Art à New York, San Francisco Museum of Modern Art, Bibliothèque nationale de France à Paris, etc.).